# Cryoflore
La cryoflore ou cryovégétation regroupe des algues pouvant vivre sur et dans la cryosphère, d'où leur nom, et notamment dans la glace et la neige. Ces algues peuvent colorer la neige en rouge comme Chlamydomonas nivalis ou des diatomées, en vert comme des euglènes ou des Chlamydomonas, en brun comme des desmidiales, des diatomées ou des cyanobactéries ou encore en noir comme Scotiella nivalis et Raphidonema.

## Nltes et références
1. ↑  (en) Encyclopedia Britannica - Cryoflora.